# أنتوني كلير
أنتوني كلير (بالإنجليزية: Anthony Clare)‏ هو طبيب نفسي أيرلندي، ولد في 24 ديسمبر 1942 في دبلن في جمهورية أيرلندا، وتوفي في 28 أكتوبر 2007 في باريس في فرنسا بسبب نوبة قلبية.

## وصلات خارجية
- أنتوني كلير على موقع IMDb (الإنجليزية)
- أنتوني كلير على موقع ميوزك برينز (الإنجليزية)